# Thaumatogelis inexspectatus
Thaumatogelis inexspectatus là một loài tò vò trong họ Ichneumonidae.